# Mémorial Danny Jonckheere
Le Mémorial Danny Jonckheere est une course cycliste belge disputée dans la ville d'Oudenburg, en Région flamande. Créé en 1997, il rend hommage à l'ancien espoir du cyclisme belge Danny Jonckheere, mort accidentellement en 1996 à Roulers,.
L'édition 2020 est annulée en raison de la pandémie de Covid-19.

## Palmarès
| Année | Vainqueur              | Deuxième             | Troisième           |
| ----- | ---------------------- | -------------------- | ------------------- |
| 1997  | Ludovic Capelle        | Dave Bruylandts      | Stive Vermaut       |
| 1998  | Stefaan Vermeersch     | Pedro Rubrecht       | Alexandre Kornatov  |
| 1999  | Kurt Sobrie            | Tim Carswell (en)    | Luc Dierickx        |
| 2000  | Wouter Demeulemeester  | Dmitriy Muravyev     | James Vanlandschoot |
| 2001  | Pascal Lievens         | Geert Glorieux       | Claude Pauwels      |
| 2002  | Frederik Toortelboom   | Geert Glorieux       | Pascal Lievens      |
| 2003  | Bart Heirewegh         | Andrew Vancoillie    | Pascal Lievens      |
| 2004  | Jurgen Vermeersch (nl) | Hans Ardeel          | Steven De Champs    |
| 2005  | Christophe Waelkens    | Kevin Maene          | David Geldhof       |
| 2006  | Maxime Vantomme        | Tim Vermeersch       | Detlef Moerman (nl) |
| 2007  | Maxime Vantomme        | Nico Kuypers         | Steven Van Vooren   |
| 2008  | Bert De Backer         | Hamish Haynes        | Stijn Neirynck      |
| 2009  | Davy Commeyne          | Nico Kuypers         | Jan Ghyselinck      |
| 2010  | Nicolas Vereecken      | Yves Lampaert        | Erki Pütsep         |
| 2011  | Kevin Maene            | Joeri Clauwaert (de) | Kess Heytens        |
| 2012  | Louis Verhelst         | Julien Stassen       | Kurt Geysen         |
| 2013  | Jens Geerinck          | Paul Moerland        | Tim Kerkhof         |
| 2014  | Niels Van Dorsselaer   | Gaëtan Pons          | Miel Pyfferoen      |
| 2015  | Roy Pieters            | Jan Logier           | Gertjan De Sy       |
| 2016  | Kevin Deltombe         | Bram Van Renterghem  | Gordon De Winter    |
| 2017  | Thimo Willems          | Hans Dekkers         | Anthony Debuy       |
| 2018  | Thimo Willems          | Cériel Desal         | Tom Van Vuchelen    |
| 2019  | Sander De Pestel       | Lennert Cappan       | Daniel Gardner      |
| 2020  | annulé                 | annulé               | annulé              |
| 2021  | Diel Vergote           | Lars Daniels         | Cériel Desal        |
| 2022  | Guillaume Seye         | Hans Dahlslett       | Jasper Dejaegher    |
| 2023  | Gust Lootens           | Michiel Coppens      | Warre Vangheluwe    |
| 2024  | Liam Van Bylen         | Senne Hulsmans       | Artuur Torney       |